# Мадяризм
Мадяри́зм (від угор. magyar — «угорський»), рідко гунгари́зм (від лат. Hungarus — «угорський»), угризм — слово або вислів, запозичені з угорської мови або утворені під її впливом. До європейських мов мадяризми починають проникати з IX ст., коли мадярські племена оселяються у Паннонії. У давньоруській мові слова угорського походження письмово засвідчені з X ст.

## В українській мові
Угорці з'явилися на території України у 884–898 рр., але з того часу мадяризми в українській мові не збереглися. Коли ж угорці оселилися на теперішній своїй території в Паннонії (896) і згодом захопили землі на південь від Карпат, впродовж наступних століть (здебільшого в XVI ст.) чимало угорських слів потрапило до мови українців Закарпаття, що тривалий час було відоме під назвою «Угорська Русь».
Окремі мадяризми поширилися на деякі інші діалекти української мови, а також в літературну мову, наприклад, ґазда (закарп. з XIII ст.); барда, бартка, балта (XIII-XIV ст.), леґінь, ґанч, ґанджа, чижми (чоботи), пугар (XVI ст.); львівське батяр (XVIII ст.). Деякі з них могли бути запозичені літературною мовою нещодавно і незалежно від закарпатських діалектів, наприклад, гусар (закарпат. з XV ст.), чардаги, паприка, гайдук (XIX ст.), гуляш.
Величезна більшість мадяризмів, однак, не вийшла за межі закарпатських, переважно півд.-західних, діалектів, наприклад, марга (майно, худоба), арсаґ (держава і державний шлях), варош (місто), катуна (вояк), битюх (хвороба), шуга («ніколи»; не пізніше XIII ст.); баршун («оксамит»; XIV ст.); келчих («харч», «кошти»; XV ст.); ґарадичі («східці»; XVI ст.); прийш («виноробний прес»; XVII ст.); ґалиба («безладдя», «скандал»; XVIII ст.); крумплі («картопля», XIX ст.); тепер вони поступово заникають у цих діалектах.

### Приклади найтиповіших запозичень з угорської мови
- Банувати[2] < ban («шкодувати», «каятись»)
- Бартка < bard
- Батяр < betyár
- Бекеша <  bekes
- Бербениця < berbence
- Бунда («вид верхнього одягу») < bunda
- Габа («хвиля») < hab[2]
- Гайдук < hajdu (множина hajduk)
- Гусар < huszar < серб. husar < грец. χονσάριος («грабіжник», «розбійник»)
- Гуляш < gulyás
- Ґазда < gazda, слов'янського походження — від gospoda
- Ґандж < gancs
- Дараба («пліт») < darab («шматок», «частина»), слов'янського походження — пор. укр. дрібний, дрібок
- Дженджеруха («франтиха, чепуруха»), дженджуристий («кокетливий, легковажний») < gyöngysor («нитка перлового намиста»)
- Кантар («вуздечка») < kantár
- Капці < kapca < слов. kopytьca
- Куліш < köles («просо»)
- Кучма < kucsma sapka (за однією з версій, ймовірніше слово питомо українське, а угорське саме є запозиченням)
- Лаба («ніжка», «лапа») < láb (але більш ймовірна версія запозичення зі західнослов'янських мов)
- Леґінь < legény
- Лечо < lecsó
- Марга («худоба») < marha, яке має германське походження. На українському ґрунті від нього утворилося похідне слово «маржина»
- Ментик < mente
- Паприка
- Пугар («келих») < pohárрадше угорська мова запозичила зі словʼянських, бо таке чи одноклреневе слово є в більшості західно-словʼянських і в південно-словʼянських мов, так що угорці запозичили його, коли прийшли в Європу.
- Торлаш («потужний льодохід з повіддю») < torlasz
- Філер < fillér
- Хосен («користь») < haszon
- Хутір < hutor, яке є запозиченням з германських мов — пор. давн.в-нім. huntari і дав.-шв. hundari
- Чардаш
- Чота < czata < серб. чета
- Чуга
- Шабля < szablya

Слово гачі теж іноді вважають мадяризмом, але скоріш за все, воно має питомо слов'янське походження (від прасл. *gatjě), а угор. gatya запозичене з праслов'янської. На користь цієї думки можна навести фін. kaatio («стегно», «холоша»), ест. kaats («стегно бика», «шаровари»), запозичені в І тис. н. е. з праслов'янської мови (кривичівського діалекту), у яких зберігається непалаталізоване t.

## В інших мовах
Чимало мадяризмів і в польській мові: batiar, ciżma, czako, czardasz, giermek тощо. У більшості мов світу мадяризмів небагато, вони позначають там елементи традиційної угорської культури (чардаш), страви (гуляш, лечо), деякі військові терміни (гайдук, гусар, ментик, шабля), одягу (бекеша).